# Гаде (уезд)
Гаде́ (кит. упр. 甘德, пиньинь Gāndé, палл. Гадэ, тиб. དགའ་བདེ, Вайли: dga' bde, тиб. пиньинь: Gadê) — уезд Голог-Тибетского автономного округа провинции Цинхай (КНР).

## История
Уезд был создан в декабре 1954 года, и вошёл в состав Голог-Тибетского автономного района (果洛藏族自治区) окружного уровня. В 1955 году Голог-Тибетский автономный район был переименован в Голог-Тибетский автономный округ.

## Административное деление
Уезд Гаде делится на 1 посёлок и 6 волостей.